# Título de señalamiento
Un título de señalamiento es aquel que adopta el jefe de una casa real como pretendiente a un trono. Al ser utilizado como una forma de reclamar la soberanía de un territorio, este tipo de títulos también se conoce como título de pretensión, si bien esta denominación es reservada por algunos autores para los utilizados por monarcas reinantes.
Según Vicente de Cadenas, fundador de la revista Hidalguía, este tipo de títulos «tienen la propiedad de amparar bajo su denominación a la persona real que lo adopta, y para ellos y sus partidarios representan idéntico valor que la denominación de Rey».
Un ejemplo moderno de título de señalamiento es el de «duque de Calabria», usado por Pedro de Borbón-Dos Sicilias como jefe de la Casa Real de las Dos Sicilias.